# Maurice Vignaux
Maurice Vignaux oder Vigneaux (* 1846 in Frégouville; † 17. Februar 1916 in Monte Carlo) war ein französischer Karambolageweltmeister und Fachbuchautor.

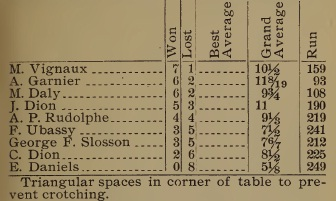
Spielzettel der Freie-Partie-WM 1874 in New York

## Leben

### Frühe Jahre
Vignaux wurde 1846 in Frégouville, einer Kleinstadt im Süden Frankreichs, geboren, wurde aber in Toulouse aufgezogen, wo er als Jugendlicher Angestellter in einem Geschäftshaus wurde. Da er gelegentlich Billard spielte, wurde schnell sein Talent für diesen Sport sichtbar. Francois Ubassy erkannte dies und wurde sein Mentor. Unter seiner Anleitung wurde er schnell besser, besser sogar als sein Lehrer. Bis 1874 hatte er jedoch nur eine lokale Reputation. Dies änderte sich jedoch schlagartig im gleichen Jahr, als er in New York bei den Nationalen Meisterschaften in der Freien Partie den ersten Platz belegte, sein Lehrer jedoch nur Platz sechs (siehe Scoreboard).

### Profijahre
Als Ubassy 1873 die USA besuchte, stellte er fest, dass er seinen Schüler nachholen sollte, der inzwischen ein besserer Spieler als er selbst geworden war. Im Jahr darauf nahm er Vignaux mit nach New York. Beide nahmen an der Freie Partie-WM teil und Vignaux siegte gleich im ersten Anlauf mit sieben Siegen bei nur einer Niederlage (s. Spielzettel). In einem folgenden Turnier bezwang er Joseph Dion, im Februar gewann er den „Challenge Cup“, ausgelobt vom Billardtisch-Hersteller H. W. Collender.
1874 eröffnete er, immer noch in New York, in der „14. Straße“ und dem „University Place“ eigene Billard-Salons. Ein Jahr später wurde er vom Vizemeister der 1873er-WM, Garnier, geschlagen und verließ daraufhin die USA in Richtung Heimat, nahm aber die Ausrichtung der WM mit nach Paris (damals war es üblich, die folgende WM im Land/Stadt des Siegers abzuhalten). Der US-Amerikaner reiste daraufhin nach Frankreich um die WM wieder zurück in die Staaten zu holen, verlor aber gegen Vignaux. Danach versuchte es George Slosson, verlor aber zweimal, bevor er 1882 erfolgreich war.

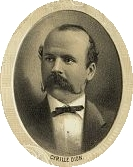
Cyrill Dion

Am 10. April 1880 wurde im Grand Hotel in Paris in Anwesenheit des Präsidenten Frankreichs die Weltmeisterschaft in der Freien Partie zwischen ihm und Slosson ausgetragen. Vignaux galt als haushoher Favorit und lag am dritten Tag klar vorne. Das Blatt schien sich am vierten Tag zugunsten Slossons zu wenden als dieser nach ein paar schwierigen Stößen plötzlich anfing, die Bälle an der kurzen Bande zusammen zuführen. Er führte die Bälle in kurzen, vorsichtigen Stößen an der Bande entlang, um die Ecke herum und an der langen Bande entlang. Dabei achtete er darauf, dass die Bälle nie mehr als einen Fingerbreit auseinander lagen. Das Publikum war verblüfft und glaubte an Schwindel. Einige behaupteten sogar, dass die Bälle miteinander verbunden seien. Der Präsident versuchte sein Erstaunen zu verbergen und nahm eine unbeteiligte Haltung an. Vignaux war aufgestanden, um die Sache näher zu betrachten. In Wirklichkeit, so fand er heraus, war dies kein Geheimnis, sondern einfach nur ein neuartiges Serienspiel. Das kanadische Brüderpaar Joseph und Cyrill Dion hatte es in den USA entwickelt und nannte es „Amerikanische Serie“. Slosson hatte diese Spielweise soeben in Europa eingeführt und erzielte damit eine für diese Zeit unglaubliche Serie von 1103 Punkten. Vignaux war daraufhin so beeindruckt, dass er abends nicht schlafen ging, sondern die amerikanische Serie übte. Am nächsten Tag trat er an den Tisch und spielte sogleich eine Serie von 1531 Punkten, neuer Weltrekord, und gewann sein Match auf die Distanz von 4.000 Punkten.
1883 fuhr Vignaux erneut nach New York und nahm dort an seinem ersten Cadre-Turnier teil. Seine letzte Reise in die USA unternahm er 1885, als er gegen Jacob Schaefer senior und Slossom eine Reihe von Spielen bestritt. Nach zwei Finalniederlagen gegen Schaefer fuhr er zurück nach Paris. 1884 gründete er in dem Pariser Café Mangin die erste klassische Billardschule der Welt.
1903 und 1904 wurde Vignaux Weltmeister im Cadre 47/1 und 47/2 und bis 1910 durchgehend Europameister. Cadre 47/2 wurde zu seinem bevorzugten Spiel.
Der erst achtzehnjährige US-Amerikaner Willie Hoppe besiegte den fast 50 Jahre älteren Vignaux 1906 in Paris im Cadre 47/1 und wurde dadurch Weltmeister.
Vignaux trug damals den Spitznamen der Unbesiegbare, da es bis zur Erfindung der „amerikanischen Serie“ keinem anderen Spieler gelungen war, ihn in einem großen Turnier zu besiegen.
Er verstarb 1916 im Alter von 70 Jahren in Monte Carlo.

## Schriften
- Le Billard, Vorwort von H. Desnar. Delarue, Paris 1889 und 1893, ISBN 1-167-93038-X.